# Iconic
Iconic is het debuutalbum van S-A-W, een muziekgroep op het gebied van elektronische muziek. S-A-W staat voor Johannes Schmoelling, Kurt Adler en Rob Waters. S-A-W wilde met moderne elektronica de “oude” elektronische muziek laten herleven. Zo vertaalde ze muziek van Kraftwerk (Einzigartig met vocoder) en Tangerine Dream (The crusade) naar het heden. Schmoelling maakte een aantal jaren deel uit van Tangerine Dream, rond het Logos Live-tijdperk.
Opnamen vonden plaats in drie geluidsstudio’s te Berlijn, Wendland en Mannheim.   

## Musici
- Johannes Schmoelling, Kurt Adler, Rob Waters – synthesizers en elektronica
- Olivier Grall – idem (tracks 4, 5, 7 en 8)

## Muziek
| Nr. | Titel                            | Duur |
| --- | -------------------------------- | ---- |
| 1.  | Einzigartig (S-A-W)              | 4:22 |
| 2.  | Return to sender (S-A-W)         | 6:10 |
| 3.  | Classic scratches (S-A-W)        | 4:29 |
| 4.  | Beyond the score (S-A-W, Grall)  | 6:11 |
| 5.  | The crusade (S-A-W, Grall)       | 9:21 |
| 6.  | Empire (S-A-W)                   | 6:15 |
| 7.  | Crimes of passion (S-A-W, Grall) | 5:32 |
| 8.  | Roar to eternity (S-A-W, Grall)  | 7:22 |

Na het album ging Schmoelling verder met zijn solowerk; eerst in 2023 kwam de opvolger: Hydragate.